# Fritz Gratzki
Fritz Gratzki (* 1. Juni 1922 in Bochum; † 1. August 1987 ebenda) war ein deutscher Maler und Konzeptkünstler.

## Leben
Gratzki studierte an der Folkwang Universität der Künste und war Schüler von Fritz Theilmann in Karlsruhe.
Er war Mitglied und zeitweise der Vorsitzende der Münchner Künstlergruppe Der Rote Reiter und Mitglied der Gruppe Ruhr 62.